# 厄尔蒂洛什
厄尔蒂洛什，是匈牙利绍莫吉州所辖的一个村。总面积21.12平方公里，总人口549，人口密度26.0人/平方公里（2011年1月1日）。